# Tomas Vaitkus

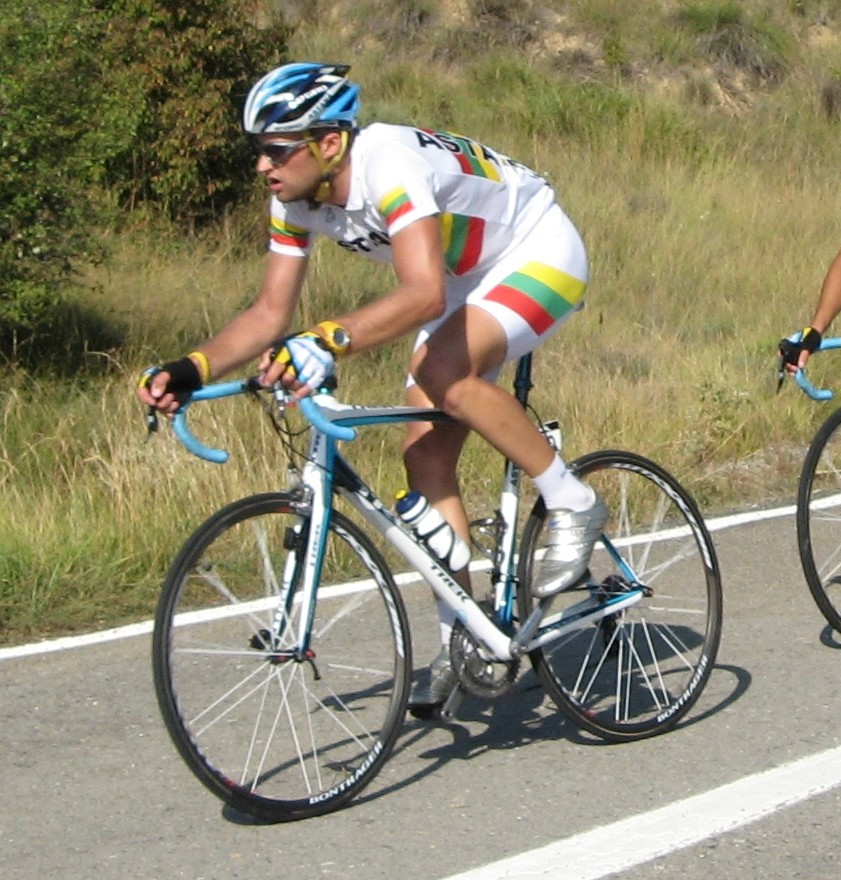
Vaitkus in de Vuelta van 2008.

Tomas Vaitkus (Klaipėda, 4 februari 1982) is een Litouws voormalig wielrenner. 

## Carrière
Vaitkus kon goed tijdrijden en mengt zich ook in massasprints. Dit resulteerde in een aantal ereplaatsen en zeges, waaronder de 9e etappe van de Ronde van Italië 2006 tussen Francavilla al Mare en Termoli.
Het voorjaar van 2007 betekende voor hem de doorbraak de klassiekers, met een 6e plaats in zowel Dwars door Vlaanderen als de Ronde van Vlaanderen. Een selectie voor de Tour de France 2007 leek veelbelovend, maar een gebroken duim tijdens de tweede etappe Duinkerke-Gent dwong hem tot vroegtijdige opgave.
Sinds 2012 reed Vaitkus voor de Australische ploeg Orica-GreenEdge. In 2014 vond Vaitkus geen nieuwe ploeg, waarop hij stopte met wielrennen. Eind 2015 maakte hij bij de ploeg Rietumu-Delfin een come-back. In 2016 reed hij voor Al-Nasr Dubai. Voor die ploeg behaalde Vaitkus enkele overwinningen en meerdere ereplaatsen. Dit was veelal in wedstrijden op Algerijnse bodem. In 2017 rondde hij zijn carrière af bij het Letse Rietumu Banka-Riga.

## Belangrijkste overwinningen
2001
- 3e etappe Triptyque des Barrages

2002
- Chrono Champenois
- Grote Landenprijs, beloften
- Wereldkampioen tijdrijden, beloften

2003
- Litouws kampioen tijdrijden, elite
- 5e etappe Ronde van Denemarken

2004
- Litouws kampioen tijdrijden, elite
- Litouws kampioen op de weg, elite
- 5e etappe Ronde van Denemarken

2005
- GP SEB Tartu

2006
- 9e etappe Ronde van Italië

2007
- 2e etappe Ronde van de Algarve

2008
- 2e etappe Ronde van de Algarve
- Ronde van het Groene Hart
- Litouws kampioen op de weg, elite

2012
- 1e etappe Tirreno-Adriatico (ploegentijdrit)

2013
- 5e etappe Ronde van Azerbeidzjan
- Litouws kampioen op de weg, elite

2016
- 1e etappe Ronde van Oranie
- Grote Prijs van Oran
- 1e en 4e etappe Ronde van Sétif
- Puntenklassement Ronde van Sétif
- Eindklassement Ronde van Constantine

## Resultaten in voornaamste wedstrijden
| Jaar | Ronde van Italië | Ronde van Frankrijk | Ronde van Spanje |
| ---- | ---------------- | ------------------- | ---------------- |
| 2004 | opgave           |                     |                  |
| 2005 |                  |                     |                  |
| 2006 | opgave (1)       |                     |                  |
| 2007 |                  | opgave              |                  |
| 2008 |                  |                     | 95e              |
| 2009 |                  |                     |                  |
| 2010 |                  |                     |                  |
| 2011 |                  | 140e                |                  |
| 2012 | opgave           |                     |                  |
| 2013 |                  |                     |                  |

| Jaar | Milaan-San Remo | Gent-Wevelgem | Ronde van Vlaanderen | Parijs-Roubaix | Ronde van Lombardije | Dwars door Vlaanderen |  | Wereldranglijsten |
| ---- | --------------- | ------------- | -------------------- | -------------- | -------------------- | --------------------- |  | ----------------- |
| 2004 |                 | 12e           |                      |                |                      |                       |  |                   |
| 2005 |                 |               | 57e                  | opgave         |                      | 12e                   |  |                   |
| 2006 | 93e             |               | opgave               | 64e            |                      |                       |  | 124e (UPT)        |
| 2007 | 36e             |               | 6e                   | opgave         | opgave               | 6e                    |  | 82e (UPT)         |
| 2008 |                 |               | opgave               |                |                      | 13e                   |  |                   |
| 2009 | opgave          |               |                      |                |                      |                       |  |                   |
| 2010 | opgave          |               | opgave               | 48e            |                      |                       |  |                   |
| 2011 | 141e            | 79e           | 35e                  | 18e            |                      |                       |  | 205e (UWT)        |
| 2012 | opgave          |               | 85e                  | opgave         |                      |                       |  |                   |
| 2013 |                 |               |                      |                |                      | 48e                   |  |                   |